# Железнодорожный район (Ростов-на-Дону)
Железнодорожный район — административно-территориальная единица, один из 8 районов города Ростова-на-Дону. Был образован в 1937 году. Территория района — 69 км².

## История
Поселения, из которых образован район, возникли много раньше. В 1747 году на правом берегу Дона, ниже устья его притока, речки Темерник, была основана казачья станица Гниловская.
Позже, в 1864 году, когда были открыты железная дорога, железнодорожные мастерские, рабочее население начало самовольно застраивать косогор за рекой Темерник. Так уже на городских землях возникло Затемерницкое поселение (теперь Ленгородок). Впоследствии станица и поселение разрослись и стали основой образованного в 1937 году района. А своим названием район обязан железной дороге и другим объектам Ростовского отделения СКЖД.

## Население
| 1959     | 1970     | 1979     | 1989     | 2002     | 2009     | 2010     |
| -------- | -------- | -------- | -------- | -------- | -------- | -------- |
| 89 857   | ↗170 607 | ↘100 812 | ↘95 299  | →95 299  | ↘92 658  | ↗103 114 |
| 2012     | 2013     | 2014     | 2015     | 2016     | 2017     | 2018     |
| ↘102 320 | ↘102 044 | ↗102 251 | ↗102 841 | ↗103 444 | ↗104 339 | ↗105 596 |
| 2019     | 2020     | 2021     |          |          |          |          |
| ↗106 576 | ↗107 192 | ↗108 231 |          |          |          |          |

Практически каждый третий житель района — пенсионер. Работающее население в экономике района составляет сорок процентов от общего числа жителей.

## Экономика

Здание администрации

Ведущее место в экономике района занимают предприятия Ростовского отделения Северо-Кавказской железной дороги, которые вместе со «старыми» предприятиями района — Электровозоремонтным заводом, ОАО «Моряк», ЗАО «Дон-гипс», РОЗ АЗС, рыболовецким колхозом им. Мирошниченко и другими — являются главными производствами для жителей района. Сегодня на карте района появились новые, современные предприятия, к которым относятся: агроиндустриальная компания «Астон», ОАО «Юг Руси», ООО «Праймери-Дон». Новые предприятия — это и новые рабочие места, и наполнение бюджета района, что положительно влияет на его социально-экономическое развитие. Сегодня в районе насчитывается 2708 предприятий крупного и малого бизнеса.

## Культура
На территории района по правому берегу Дона раскинулась Кумженская роща. Это любимое место отдыха горожан. Здесь установлен мемориал воинам, павшим за освобождение города Ростова-на-Дону. В районе находится самый большой в России Ботанический сад, который уже отметил своё 75-летие.
Пятидесятилетний юбилей отметил парк им. Сабинина. На его территории построено новое здание музыкальной школы имени Глинки.
В районе находится памятник культуры — родник Гремучий.

Памятники
Монумент «Штурм» Кумженского мемориала
Памятный знак труженикам тыла в годы войны
Памятный знак труженикам тыла в годы войны
Памятник «Древо жизни»

## Археология и палеоантропология
Могильник Вертолётное поле включает погребения с энеолитической позой костяков — скорчено на спине. У 7 человек были обнаружены черепа со следами сквозного хирургического воздействия. Возможно, трепанации черепов были сделаны не с медицинскими, а с ритуальными целями, так как у этих людей в структуре костной или зубной ткани не было выявлено следов хронических заболеваний. В энеолитическом кургане 1 в катакомбном погребении 10 найдены фрагменты деревянного колеса из дуба диаметром 50—54 см, состоявшего из трёх отдельных плах, со ступицей из берёзы (внешний диаметр — 25-26 см, внутренний диаметр — 12-13 см), костяки мужчины и женщины с искусственно деформированными черепами.